# Xenocymochtha barkeri
Xenocymochtha barkeri is een rechtvleugelig insect uit de familie veldsprinkhanen (Acrididae). De wetenschappelijke naam van deze soort is voor het eerst geldig gepubliceerd in 1992 door Popov & Fishpool.